# Charaxes adusta
Charaxes adusta är en fjärilsart som beskrevs av Rothschild 1900. Charaxes adusta ingår i släktet Charaxes och familjen praktfjärilar. Inga underarter finns listade i Catalogue of Life.